# Ford Fiesta
Pour les articles homonymes, voir Ford Fiesta (première génération) et Fiesta.
 (avril 2023).
Si vous disposez d'ouvrages ou d'articles de référence ou si vous connaissez des sites web de qualité traitant du thème abordé ici, merci de compléter l'article en donnant les références utiles à sa vérifiabilité et en les liant à la section « Notes et références ».
La Ford Fiesta est un modèle d'automobile citadine polyvalente 3-5 portes produit par le constructeur américain Ford et que sa filiale Ford Europe produit de 1976 à 2023. Six versions successives de la Fiesta sont conçues depuis sa création. La petite Ford est produite uniquement en Europe jusqu'en 1996, mais depuis le modèle et des variantes sont aussi produites dans les pays émergents (Brésil, Inde, Afrique du Sud) pour ces-dits marchés.

## Ford Fiesta MkI(1976 à 1983)

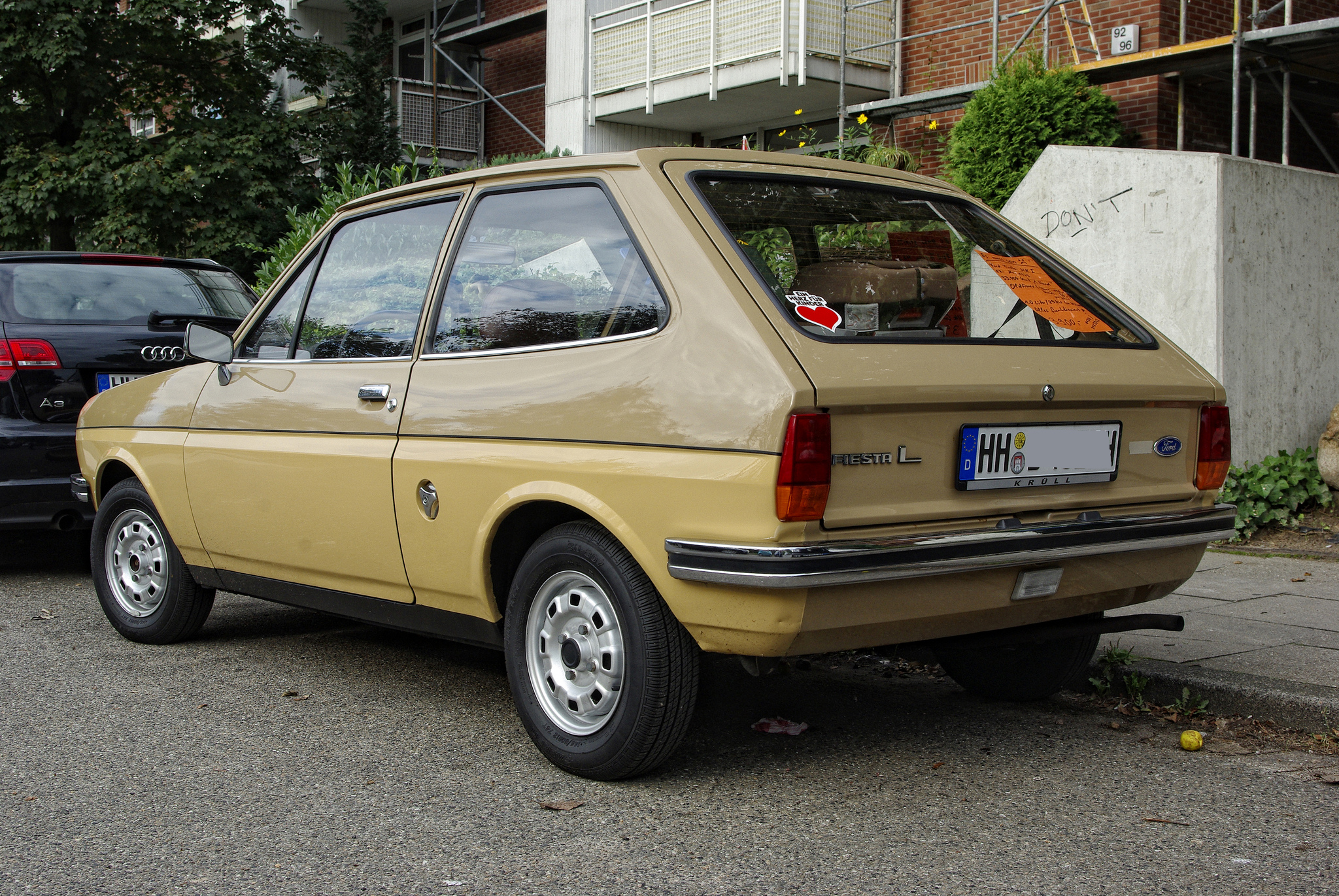
Vue arrière

Le modèle d'entrée de gamme était équipé d'un moteur Kent 1,0 litre de 40 ch, puissance courante à cette époque pour une voiture de ce gabarit. Une version 45 ch et le modèle Ghia 1,1 litre de 53 ch constituaient le haut de la gamme.
La première Fiesta, développée par Tom Tjaarda, avec pour référence la Fiat 127 de la Ghia, pèse à peine 700 kg tandis que son volume de chargement (1,2 m3) était l'un des plus vastes de sa catégorie. Elle disposait de la meilleure visibilité panoramique.
Sa résistance aux chocs avait été optimisée grâce à l'utilisation par les ingénieurs Ford des premiers programmes de simulation assistée par ordinateur. La calandre avant faisait office de profil aérodynamique : à faible vitesse, ses barres permettaient l'admission d'air, alors qu'à vitesse élevée, elles l'orientaient vers le dessus du capot moteur. Ce système Ford, breveté, a permis à la Fiesta de bénéficier d'un Cx de 0,42, un des meilleurs de sa catégorie, qui a lui-même permis de réduire considérablement la consommation de carburant. À une vitesse constante de 90 km/h, la version 1 litre 40 ch consommait 5,6 litres/100 km, à 120 km/h : 8,2 litres et en cycle urbain 7,9 litres.
À l'avant, comme la Fiat 127, la Fiesta recourait à des jambes McPherson, dont le brevet avait été déposé en 1949 par l'ingénieur Ford Earle S. MacPherson, qui devint plus tard vice-président de Ford Motor Company.
L'essieu arrière rigide était doté d'un système anti-plongée nouvellement développé. Les amateurs de conduite sportive pouvaient opter pour la Fiesta « S », avec une suspension plus ferme et une barre stabilisatrice avant pour résister aux forces latérales.
Les équipements tels que les vitres "securit", les ceintures de sécurité à enrouleurs réglables en hauteur et le dégivrage de la lunette arrière étaient déjà montés de série sur la première génération de Fiesta. La longue liste d'options était digne d'un véhicule haut de gamme de l'époque et comprenait, entre autres, une gamme de toits ouvrants transparents (et amovibles).
La Gamme se décline en 4 finitions :
- Spéciale
- L
- Ghia
- S

Les moteurs sont les suivants :
- Moteur Kent 957 BC
- Moteur Kent 957 HC
- Moteur Kent 1 117 HC
- Moteur Kent 1 297 J3E
- Moteur Kent 1 598 L3E

En 1976, Ford présente la Ford Fiesta sous sa forme initiale.
En 1977, Ford monte un moteur 1,3 litre sous le capot de la Fiesta.
En 1981, la Mk1 subit un restylage léger. Les pare-chocs sont changés (mi-plastique, mi-acier) et des appuie têtes sont ajoutés. Cette même année apparait la première XR2 avec son 1,6 litre développant 83 ch pour 170 km/h, alimenté par un carburateur double corps Weber. Elle est équipée de phares ronds, d'ailes élargies, d'un becquet, de sièges sport, d'un compte-tours et de jantes alu en 13 pouces. Elle arbore une sérigraphie XR2 sur les flancs.
En 1982, les carrossiers "Crayford" produisent la Fiesta « Fly » — une version cabriolet de la Fiesta Mk1 Ghia 1300 et seulement quinze véhicules ont été produits. L'année suivante, la plus puissante Fiesta XR2 a été produite à sept exemplaires en décapotable.
Au total, Ford aura investi plus d'un milliard de dollars pour cette seule voiture, le plus gros budget jamais consacré par Ford pour la production du véhicule le plus petit de son histoire.
En 1983, la Fiesta Mk1 laisse sa place à la Fiesta Mk2 (millésime 1984).

### Modèles de compétition

#### Fiesta Groupe 1
Les modèles 1 000 cm3 et 1 100 cm3 ont été homologuées Gr.1 en 1977.
Le modèle 1 300 cm3 a été homologué Gr.1 en 1978.
Le modèle 1 600 cm3 a été homologué Gr.1 en 1979.

#### Fiesta Groupe 2
Le modèle 1 600 cm3 a été homologué Gr.2 en 1979.
Cette voiture a participé au Rallye de Monte-Carlo 1979 avec Ari Vatanen-David Richards (10e) et Roger Clark-Jim Porter (13e) à son volant.

#### Fiesta Groupe A
Le modèle 1 600 cm3 a été homologué Gr.A en 1982.
Les modèles 1 100 cm3 et 1 300 cm3 ont été homologuées Gr.A en 1984.
Chaque phase différente est considérée par le constructeur comme une nouvelle version de Mk.

## Fiesta MkII(1983 à 1989)
En septembre 1983, Ford présente sa deuxième génération de Fiesta. La plate-forme et une partie de la carrosserie ayant été conservées, cette deuxième Fiesta est aussi parfois considérée comme une demi-génération puisqu'il s'agit surtout d'un gros restylage. Cette version 1983, qui reste exclusivement une trois portes, est toutefois enrichie de nombreuses améliorations. Le capot devient davantage plongeant, les prises d'air s'affinent et les optiques s'étirent. Le coefficient de traînée est réduit de 0,42 à 0,40 permettant une réduction de la consommation de carburant. Cette caractéristique tirait avantage du cinquième rapport, plus long, introduit pour réduire encore la consommation. En matière aérodynamique, la Fiesta prend toutefois du retard puisque la jeune Opel Corsa affiche un Cx de 0,36 et que la Peugeot 205 descend à 0,35.

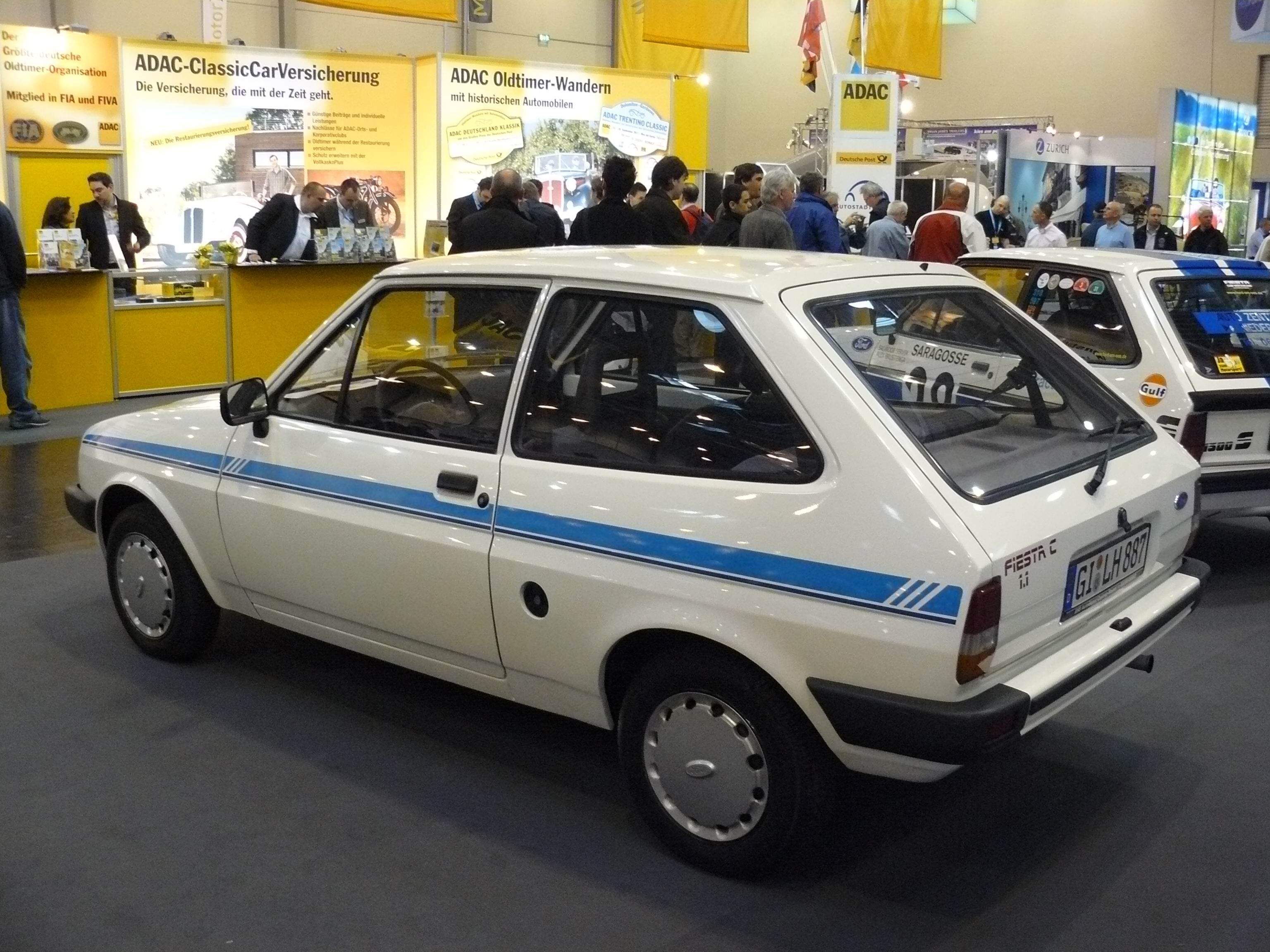
Ford Fiesta 1.1 C de 1987

Globalement, les niveaux de confort ont été accrus. L'intérieur a été retravaillé du plancher au pavillon, conférant à la Fiesta des caractéristiques haut de gamme pour un véhicule de cette catégorie. Suivant les derniers développements d'ergonomie, cet intérieur a été divisé en zones fonctionnelles et doté d'un circuit de chauffage et de ventilation optimisé.
Même la version "L" était équipée d'origine de vastes rangements de portes dans les portières et d'une banquette rabattable. Les modèles haut de gamme tels que la Ghia et la sport XR2 bénéficiant, quant à eux, d'un confort accru grâce à des ouïes de ventilation supplémentaires et une sellerie de qualité supérieure. Le modèle XR2 se démarquait également par quelques détails esthétiques, dont un becquet arrière.
L'extension de la gamme de motorisations permet encore d'améliorer la consommation de carburant. En septembre 1983, au Salon de Francfort, Ford présente une Fiesta équipée d'un nouveau diesel 1,6 litre de 54 ch. La Fiesta est ainsi une des premières petites diesel du marché, avec la Peugeot 205 qui se "diésélise" au même moment, mais après la Fiat 127 (1981). Sa consommation officielle de 3,8 litres/100 km à 90 km/h lui permettait d'afficher parmi les plus basses consommations du marché (3,9 l/100 km pour une 205 diesel).
Le rajeunissement de la Fiesta fut un succès et en février 1984, elle franchit le seuil de la trois millionième unité vendue. Une Fiesta Ghia couleur champagne célébra cet événement.
La Fiesta n'était pas simplement un véhicule économique s'adressant à un très vaste public, elle jouait aussi un rôle de premier plan en matière de technologie de pointe. Dès 1984, Ford prépare certaines de ses Fiesta 1,3 litre (sur certains marchés) à fonctionner à l'essence sans plomb.
La Fiesta a également reçu une transmission à variation continue, partagée avec la Fiat Uno et conçue par Van Doorne. Cette transmission automatique "sans à-coup" ici appelée CTX utilisait une courroie spéciale entraînée par deux poulies permettant de faire varier en permanence le rapport. Elle était fabriquée à Bordeaux.
Ce système combinait les avantages de la boîte de vitesses manuelle et ceux de la transmission automatique. Ses performances furent comparées à l'époque à celles d'une boîte de vitesses manuelle optimisée à 6 rapports. Cette comparaison se basait sur la puissance et la consommation et révélait des performances supérieures à celles des transmissions automatiques traditionnelles.
La Gamme se décline en 10 finitions :

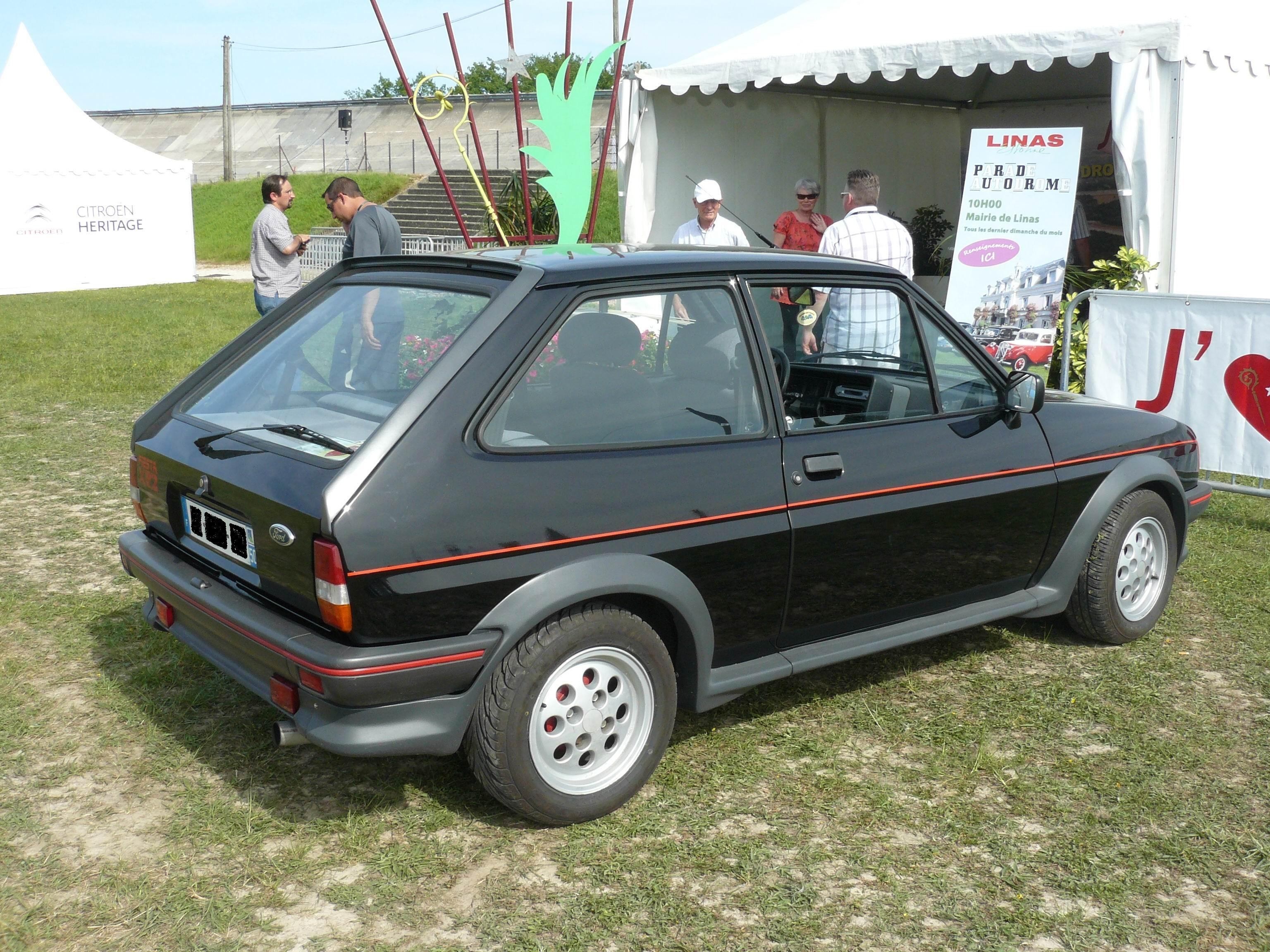
Ford Fiesta XR2 de 1987

- T (Noir avec ligne dorée, moteur 957 cm3)
- C
- L
- CL
- Fun
- Rock
- Festival et SuperFestival
- Scoop ou Florida (pare-chocs gris)
- Ghia (1,1, 1,3 et 1,4 à partir de janvier 1986)
- S (1,1 S, 1,3 et 1,4 S à partir de janvier 1986)
- XR2 (1.6 de 96cv , 95 CV à partir de janvier 1986)

Les moteurs sont les suivants :
- 957 cm3 OHV, 45 ch.
- 1 117 cm3 OHV, 54 ch.
- 1 297 cm3 CVH, 69 ch.
- 1 598 cm3 CVH, 96 ch (XR2)
- 1 608 cm3 diesel, OHV, 54 ch.

Enfin en 1989 la Fiesta Mk2, laisse sa place à la Fiesta Mk3.

### Modèles de compétition

#### Fiesta XR2 Gr.A
La Fiesta XR2 (1 600 cm3) a été homologuée en Gr.A en 1985.

## Fiesta MkIII(1989 à 1995)

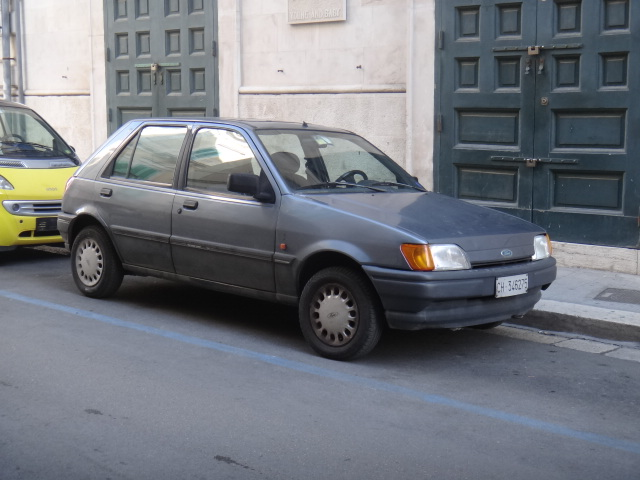
Ford Fiesta MkIV - Ford Fiesta MkV

Après quasiment treize ans de production, la Fiesta d'origine est remplacée en février 1989 par un tout nouveau modèle, cette fois décliné en 3 et 5 portes, aux dimensions légèrement accrues et aux lignes aérodynamiques adoucies.
Pour la première fois sur un véhicule de cette catégorie, un système de freinage anti-blocage SCS (Stop Control System) est disponible en option. Il s'agit d'une système mécanique, proposé sur toutes les Fiesta équipées de la boîte de vitesses manuelle. Parmi les autres équipements disponibles, on notera le pare-brise chauffant, la transmission automatique CTX (variateur) sur les 1,1 litre et 1,4 litre, le nouveau diésel 1,8 litre OHC à injection indirecte, la nouvelle conception moulée des sièges, les verrous de portes et de direction haute sécurité et les points d'ancrage des ceintures de sécurité avant réglables en hauteur.
Tous les moteurs peuvent fonctionner à l'essence sans plomb et la gamme comprend deux nouveaux moteurs Kent HCS (High Compression Swirl), à combustion pauvre de 1,0 litre et 1,1 litre. Les 1,4 et 1,6 litre CVH à combustion pauvre (comprenant le module de gestion moteur EEC IV pour les XR2i équipées du moteur 1,6 litre EFI) complètent la gamme essence. La version haute performance de la XR2i s'ajouta à la gamme des 18 modèles existants en octobre 1989, offrant un intérieur et un kit carrosserie exclusifs.
La nouvelle Fiesta fut présentée au Salon de Genève en mars 1989. Avant d'être mise sur le marché, cette nouvelle voiture avait dû effectuer de nombreux tests. On lui fit parcourir trois millions de kilomètres, non seulement dans les laboratoires et sur les pistes d'essais privées, mais également sur les routes de « Monsieur Tout le Monde ». Ainsi, environ la moitié du kilométrage de développement fut couverte par des clients, procurant ainsi de précieuses informations pratiques en retour.
Ce fut considéré comme une première dans l'histoire de Ford. Quelque 250 modèles avant de pré-production, dans toutes versions (carrosserie, options et motorisation confondues), furent introduits dans les flottes de grandes sociétés en décembre 1988. Chaque semaine, ces véhicules suivaient un programme prédéfini précis puis étaient testés selon des critères de qualité, longévité, consommation et fiabilité.
Alex Trotman, alors Président de Ford Europe, a bien expliqué l'importance de ce travail : « Ford s'engage à fournir une qualité optimum dans tous les domaines. Nous sommes sûrs que la Fiesta sera l'un des principaux acteurs de sa catégorie. Le niveau de qualité requis sera atteint par le biais de ce programme d'essais. »
Avec ce nouveau modèle, apparaît le concept Fiesta Urba. Présenté comme une citadine dernier cri, ce concept, jaune, était équipé de deux portes côté passager et d'une porte côté conducteur, de dispositifs d'assistance de stationnement, de dispositifs d'ouverture de porte de garage intégrés et d'un réfrigérateur dans le coffre. L'appellation Urba sera ensuite conservée pour les versions équipées de la transmission à variateur.
Lors d'un essai comparatif effectué par auto, motor und sport en août 1989, le nouveau modèle surpasse ses principales rivales : la Fiat Uno la Volkswagen Polo et la Peugeot 205. Cette même année, dans le magazine Autobild, la gamme Fiesta dans son ensemble est classée première devant la Fiat Uno, la Volkswagen Polo, la Nissan Micra et la Renault 5. La presse française, moins tendre, lui reproche son manque insuffisant de progrès en tenue de route.
À la fin de l'année 1989, Ford enregistrait un record de ses ventes. À peine un mois après son lancement, la Fiesta était en tête des ventes de sa catégorie dans sept pays européens. Plus de 500 000 Fiesta furent vendues au cours de la première année.
La Fiesta profitera de quelques évolutions au cours de sa carrière. 1991 : mise sur le marché de la Fiesta RS Turbo (1,6l 8v 133 ch) 1992 : la XR2i emprunte désormais le bloc moteur de la XR3i (1,8 16v 130 ch) et délaisse alors son 1,6 de 110 ch ; septembre 1992 : apparition de la version turbo diesel de 75 ch.
Enfin en 1996 la Fiesta III, laisse sa place à la Fiesta IV (1995-2002) mais restera encore quelque temps au catalogue sous l'appellation Fiesta Classic.

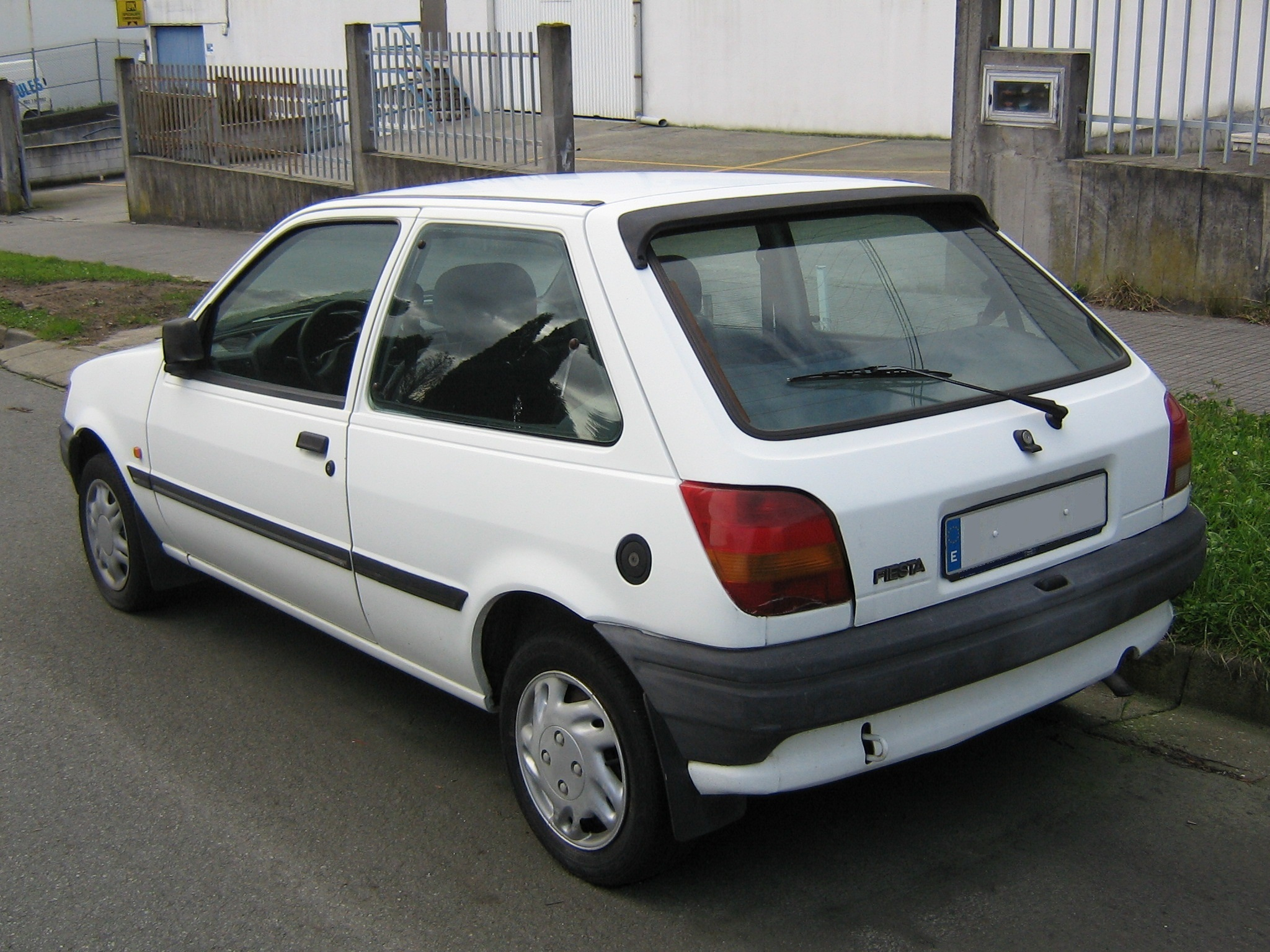
Vue arrière

### Modèles de compétition

#### Fiesta MkIII Gr.A
La Fiesta XR2i (1 600 cm3) et la Fiesta 1.4S (1 400 cm3) ont été homologuées Gr.A en 1990.

## Fiesta MkIV Phase 1 et MkIV Phase 2(1995 à 2002)
Comme pour la Fiesta de 1983, celle qui arrive en novembre 1995 est davantage un gros restylage qu'une toute nouvelle génération. Elle profite toutefois, en plus d'une ligne rajeunie caractérisée par son insolite calandre ovale, d'une nouvelle génération de trains roulants qui corrige le défaut majeur des précédentes versions : la tenue de route.
Trois nouveaux moteurs essence de génération "Zetec", mis au point avec Yamaha, intègrent la gamme : il s'agit du 1,25 litre de 75 ch, du 1,4 litre de 90 ch, et du 1,6 litre S de 103 ch tous les trois à 16 soupapes. Le moteur Kent (Endura-E) de 1,3 litre et le diesel 1,8 litre sont reconduits, sans modifications majeures, le turbo diesel disparaît. Selon les versions, un ou deux airbags frontaux sont montés de série, ce que peu de petites voitures proposent à cette époque.
La quatre millionième Fiesta espagnole sort des chaînes de Valence.
En 1995, 540 052 Fiesta de tourisme et Fiesta Courier/Courrier (utilitaire) sont immatriculées en Europe.
En 1997, sort le petit coupé Ford Puma, créé à partir de l'architecture de la Fiesta Mk3.

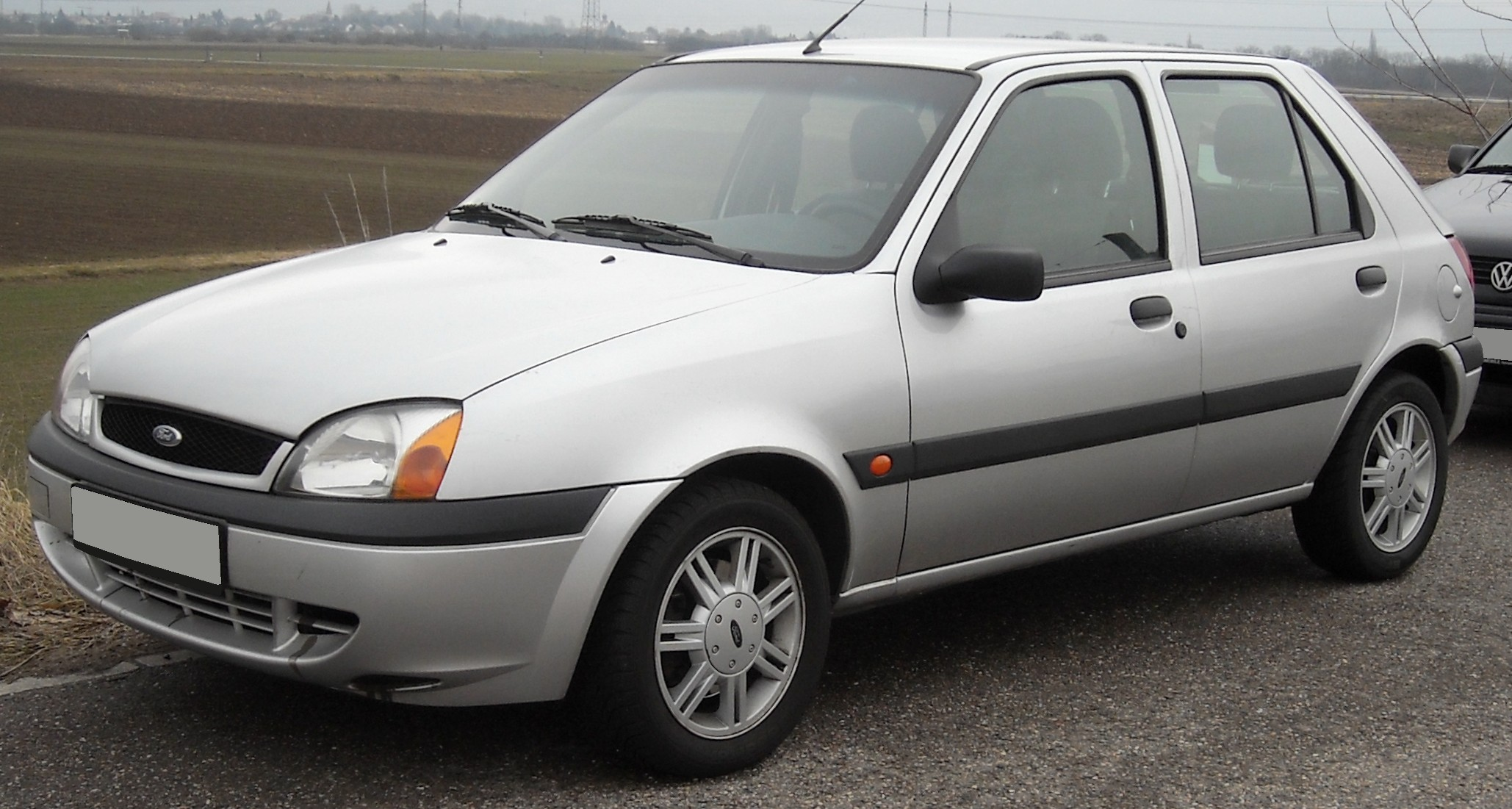
Ford Fiesta Mark IV restylée (1999)

À l'automne 1999 intervient un ultime restylage avec une remise à niveau technique. Cependant, Ford ne la considère pas comme une nouvelle génération, et la base reste le châssis de 1989, ce qui se ressent au niveau de l'habitabilité, la carrosserie étant plutôt étroite comparée à celles de ses rivales plus récentes. Une nouvelle calandre type Ford Focus apparaît, ainsi qu'un turbo diesel inédit de 1,8 litre et 75 ch. C'est aussi la dernière génération sur la base de 1989, à présenter dans sa gamme la version Elance. Celle-ci bénéficie d'une finition très luxueuse, avec entre autres le cuir, le pare-brise dégivrant (présent également sur la finition Ghia!), la fermeture centralisée, la climatisation, et l'imitation ronce de noyer sur la console et le tableau de bord. Cette finition était supérieure à la Ghia, et produite sur commande seulement à Dagenham. Elle était disponible avec les motorisations 1.25 L 75 ch et 1.4 L 90 ch, qui lui conféraient suffisamment de tonus pour une voiture urbaine chic.
En 1999, sort aussi la première Fiesta Zetec S 1,6I précurseur des Fiesta S actuelles sur base de moteur Zetec et héritière des Fiesta Turbo et XR2. Le châssis sport est créé sur mesure par Ford mais la puissance est amoindrie (103 ch), le but était de rivaliser à l'époque avec les Saxo VTS 8S. Elle fera un flop en France mais marchera très bien en Angleterre. La nouvelle calandre lui est attribuée mais modifiée : elle se distingue des versions Ghia par des feux de brouillards avant ronds et non ovales ainsi que des bas de caisses plus bas. Elle est aussi équipée d'origine de jantes aluminium 15 pouces Ford et de la climatisation.
En 2002, la Fiesta IV laisse sa place à la Fiesta V. La production en Grande-Bretagne aussi cesse.

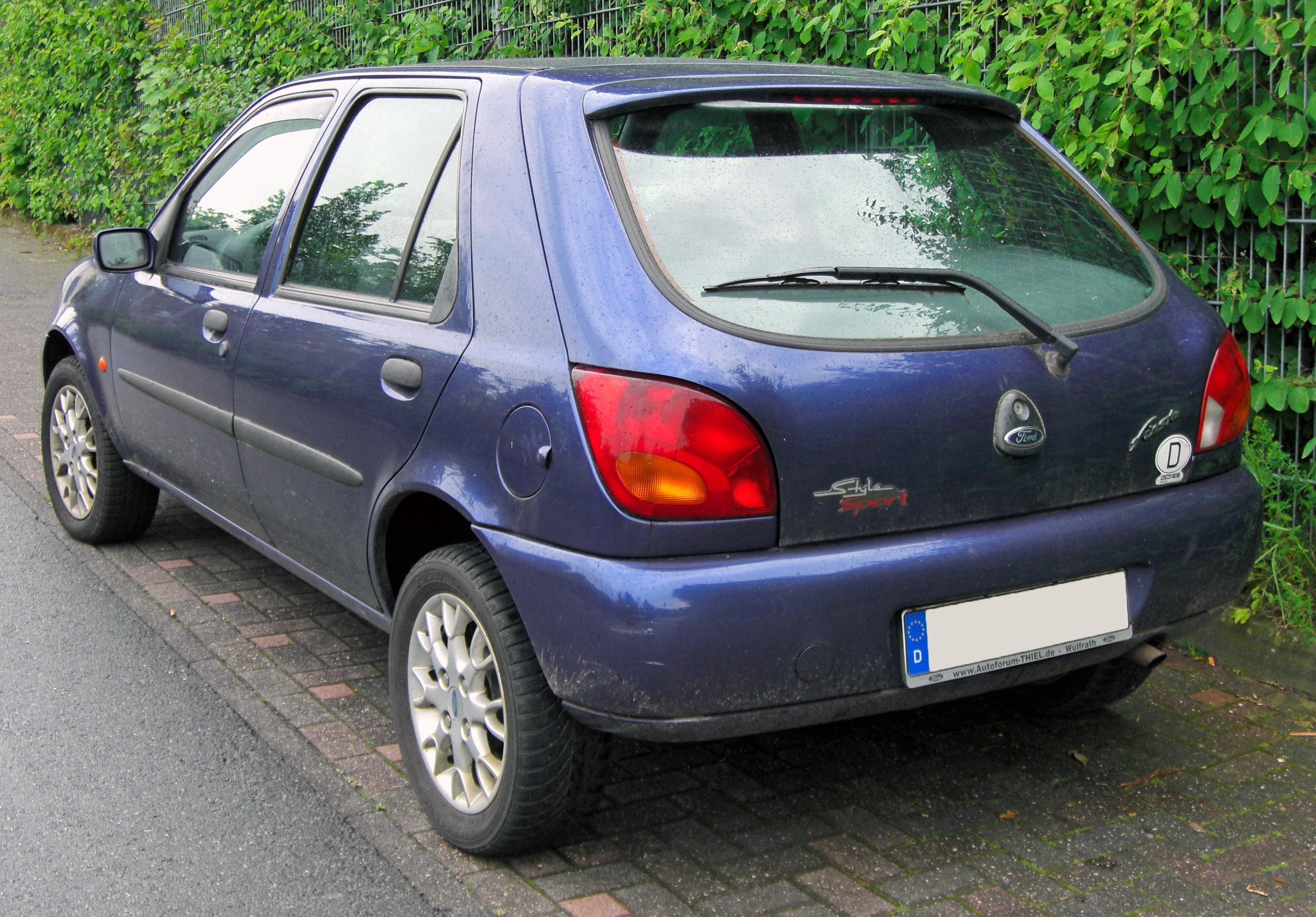

## Fiesta MkV Phase 1 (2002 à 2005) / MkV Phase 2 (2005 à 2008) + MkV [st150]

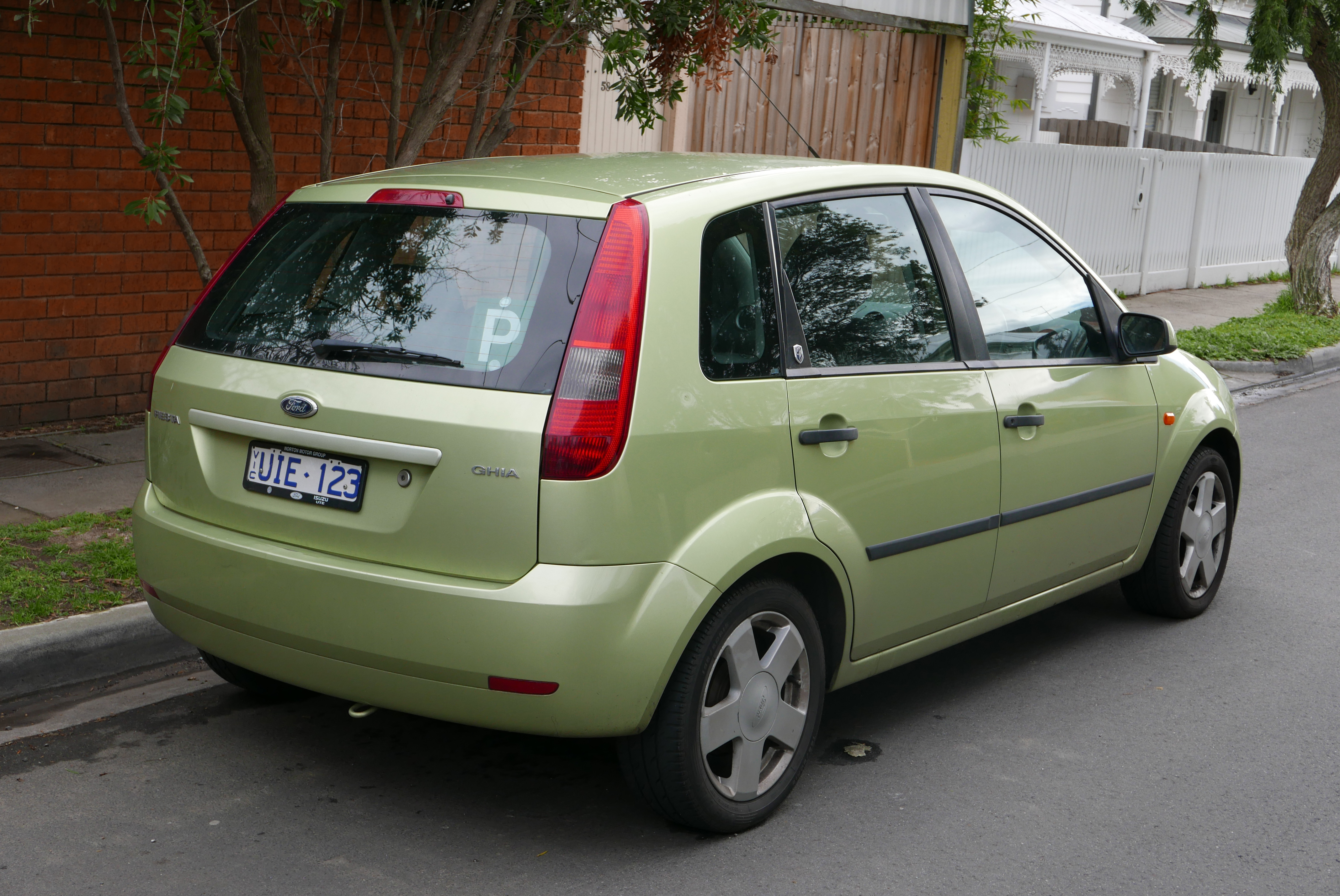
Vue Arrière Ford Fiesta, 5ème génération, (Hawthorn, Australie)

Cette cinquième génération de Fiesta est présentée en 2001 au salon de l'automobile de Francfort, et adopte un tout nouveau châssis. La production de la carrosserie 5 portes débute dès novembre 2001 mais le lancement commercial est retardé jusqu'à avril 2002.
La carrosserie 3 portes arrive en septembre 2002 et bénéficie d'une carrosserie dont la partie arrière est spécifique, avec une chute de hayon plus inclinée. La nouvelle Fiesta reçoit un bloc diesel 1,4 ou 1,6 L TDCi de dernière génération (common rail) en partenariat avec PSA.
Du côté des motorisations essence, on retrouve le 1,3 litre 8v Duratec et les 1,4 et 1,6 L 16v Zetec qui étaient présents sur la MKIV, tandis que sur certains marchés, le Zetec 1,25 L est toujours proposé.
En 2003, lancement de la Fiesta ST Cup dans le Championnat des voitures de tourisme allemand.
En 2004, présentation du Concept Fiesta JWRC au Salon Automobile de Genève.
En 2005 sort la Fiesta ST de 150 ch (la Fiesta la plus puissante depuis l'apparition de la Fiesta) elle est le premier produit de Ford TeamRS ainsi que la Fiesta Sport S.
Cette même année est la meilleure année de vente de la Fiesta depuis 1998 avec 358 931 véhicules immatriculés en Europe.
En 2006, lancement de la Fiesta avec système de commande vocale et Bluetooth Ò ainsi que la Fiesta Sporting Trophy, un nouveau Championnat monomarque de Rallye Ford, conçu d'après le Championnat du monde des rallyes FIA.
Après le restylage intervenu en novembre 2005, la Fiesta arbore de nouveaux boucliers, de feux avant à glaces lisses et de feux arrière modifiés. C'est la phase 2 de cette fiesta MkV.
De nos jours, cette phase 2 (2005-2008) de la MkV (2002-2005) est appelé la Fiesta Mk6 dans la plupart des pays du monde, mais reste nommé Mk5 ou V par Ford.
Certaines organisations professionnelles comme les fabricants de pièces détachées, des garages multimarques ... ont chacun leur interprétation différente de l'appellation de ce millésime.
La gamme change, les finitions Ambiente, X-Trend et Ghia sont remplacées par Fun, Ambiente, Senso et Ghia. De nouvelles options font leur apparition au catalogue telles que :
- Radar de recul
- Ordinateur de bord
- Rétroviseurs électriques
- Allumage automatique des phares
- Essuie-glace automatique

Les moteurs sont les suivants :
Essence
- 1,25 L Duratec 16s 75 ch (110 N m à 4 000 tr/min)
- 1,3 L Duratec 8s rocam Puissance : 70 ch à 5 600 tr/min - Couple : 106 N m à 2 600 tr/min[3]
- 1,4 L Duratec 16s Puissance : 80 ch à 5 700 tr/min - Couple : 124 N m à 3 500 tr/min[3]
- 1,6 L Duratec 16s Puissance : 100 ch à 6 000 tr/min - Couple : 146 N m à 4 000 tr/min[3]
- 2,0 L Duratec 16s Puissance : 150 ch à 6 000 tr/min - Couple : 190 N m à 4 500 tr/min

Diesel (partagé avec le groupe  PSA Peugeot Citroën)
- 1,4 L Duratorq 8s TDCi Puissance : 68 ch à 4 000 tr/min - Couple : 160 N m à 2 000 tr/min[3]
- 1,6 L Duratorq 16s TDCi Puissance : 90 ch à 4 000 tr/min - Couple : 215 N m à 1 750 tr/min

Trois types de transmissions selon les moteurs :
- Boîte manuelle à 5 vitesses IB5/B5,(butée d'embrayage hydraulique avec purgeur intégré) et disque d'embrayage à compensation automatique d'usure. Pas de bouchon de vidange dans les procédures Ford pour le liquide de boîte 75w90.
- Boîte robotisée Durashift 5 vitesses (embrayage hydraulique automatisé par ordinateur sans pédale d'embrayage ; changement de vitesses en mode manuel séquentiel ou en mode automatisé ; fonction kickdown pour rétrogradage automatique).
- Boîte automatique 4 vitesses (boîte automatique avec convertisseur de couple ; choix entre 1re et 2e vitesse ; fonction kickdown pour rétrogradage automatique ; mode montée et descente).

Enfin en 2008 la Fiesta Mk5 laisse sa place à la Fiesta Mk6.

### Modèles de série

#### Fiesta ZETEC S
La Fiesta Sport est équipée soit d'un 1,6 L Duratec 100 ch, soit d'un 1,6 L Duratorq TDCI 90 ch d'origine Peugeot. Elle arbore la même carrosserie que la ST avec quelques détails en moins (jupe latérale, jantes en 16 pouces, ou encore les mêmes sièges que la ST sans badge)

#### Fiesta ST (ST150) / [Mk5 Sport] - Moteur Mazda
La Fiesta ST est animée d'un 2,0 L Duratec de 150 ch d'origine Mazda (MZR engine). Le moteur Duratec HE MI4 monté dans la finition ST possède une particularité quant aux moteurs utilisant le même collecteur d'admission. En effet, il est doté d'ailettes permettant de réguler l'air dans deux conduites. Il y a un circuit "long" et un autre "court". Cette ailette est actionnée par dépression. À faible régime, le circuit emprunté est le "long". À haut régime, tous les conduits sont reliés à une chambre d'air commune qui crée un effet de vague de pression et génère un circuit plus court. Ce système permet d'avoir une courbe de couple plate et constante de 3500 à 6 000 tr/min.
Elle est disponible en 5 coloris : White Ice, Black Panther, Colorado Red, Performance Blue, Moondust Silver.
Elle est équipée de freins à disques de 280 mm a l'avant et de 260 mm à l'arrière, elle est d'ailleurs la seule Fiesta à proposer des disques sur le train arrière.

### Modèles de compétition

#### Fiesta RS S1600
Voiture développé pour le championnat J-WRC conformément à la réglementation Super 1600 (voiture Kit-Car 1 600 cm3).

#### Fiesta MkVI RS S2000
Voiture Développée par la filière australienne de Ford en conformité avec la réglementation S2000.
Elle a été créée en 2008, et produite à 6 exemplaires. Les 2 participations à des événements WRC (Australie 2010 et Nouvelle-Zélande 2012) se sont terminées par des abandons.

#### Fiesta ST Groupe N3
Voiture développée en 2006 sur base de la version ST équipée du moteur 2,0L Duratec. Peu d'exemplaires ont été construits. Cette voiture de rallye n'a pas eu un grand succès à cause de la concurrence rude dans la classe N3 avec notamment la Renault Clio RS "Ragnotti" et la Peugeot 206 RC. Poids homologué de 959 kg.

## Fiesta MkVI(2008 à 2017)
Ce modèle présentée à la base sous le concept-car Verve a été présenté en version finale au salon international de l'automobile de Genève en mars 2008. La particularité principale de cette version est d'utiliser la même base que la Mazda 2. Sa conception est orientée vers le gain de poids, avec une perte de 40 kg par rapport à la génération précédente.
La production de la 6ème génération de la fiesta a débuté en août 2008 en carrosserie 3 et 5 portes, pour une commercialisation débutant en octobre.
Destinée à être vendue sur tous les continents, cette génération de Fiesta se décline en version tricorps à 4 portes pour certains marchés (dont la Chine et les États-Unis).
- Finitions disponibles en France (modifications carrosserie depuis début 2013)
  - Ambiente
  - Trend
  - Trend+ remplacé par Trend Pack en 07/2011
  - Econetic
  - Ghia jusqu'en 2011
  - Titanium
  - Titanium X depuis 2012
  - Titanium+ jusqu'en 2011
  - Sport
  - Sport Platinium
  - Red Edition / Black edition ( Sport )
  - ST 2013

Le 1,6 litre diesel de 90 ch sert de moteur de base à la version Econetic, qui grâce à des modifications aérodynamiques et des pneus à faible résistance au roulement, ne rejette que 98 g/km de CO2.
Ford a cependant été critiqué de lancer ce nouveau modèle avec des moteurs Euro 4, alors que la norme Euro 5 entrait en vigueur pour les nouveaux véhicules seulement quelques semaines après le lancement de la Fiesta.
Ford peut ainsi exploiter des moteurs Euro 4 pendant 2 ans supplémentaires.
Lors de leur passage aux normes Euro V, les diesels ont vu leur puissance passer respectivement à 70 ch pour le 1,4 L TDCi et 95 ch pour le 1,6 L TDCi.
En juillet 2011, apparait une version 3 portes plus exclusive appelée Sport Platinium. Équipée des sièges en cuir et de quelques détails distinctifs, elle reçoit une version plus puissante du moteur 1,6 litre essence porté à 134 ch, ainsi que le moteur 1,6 L TDCi de 95 ch.

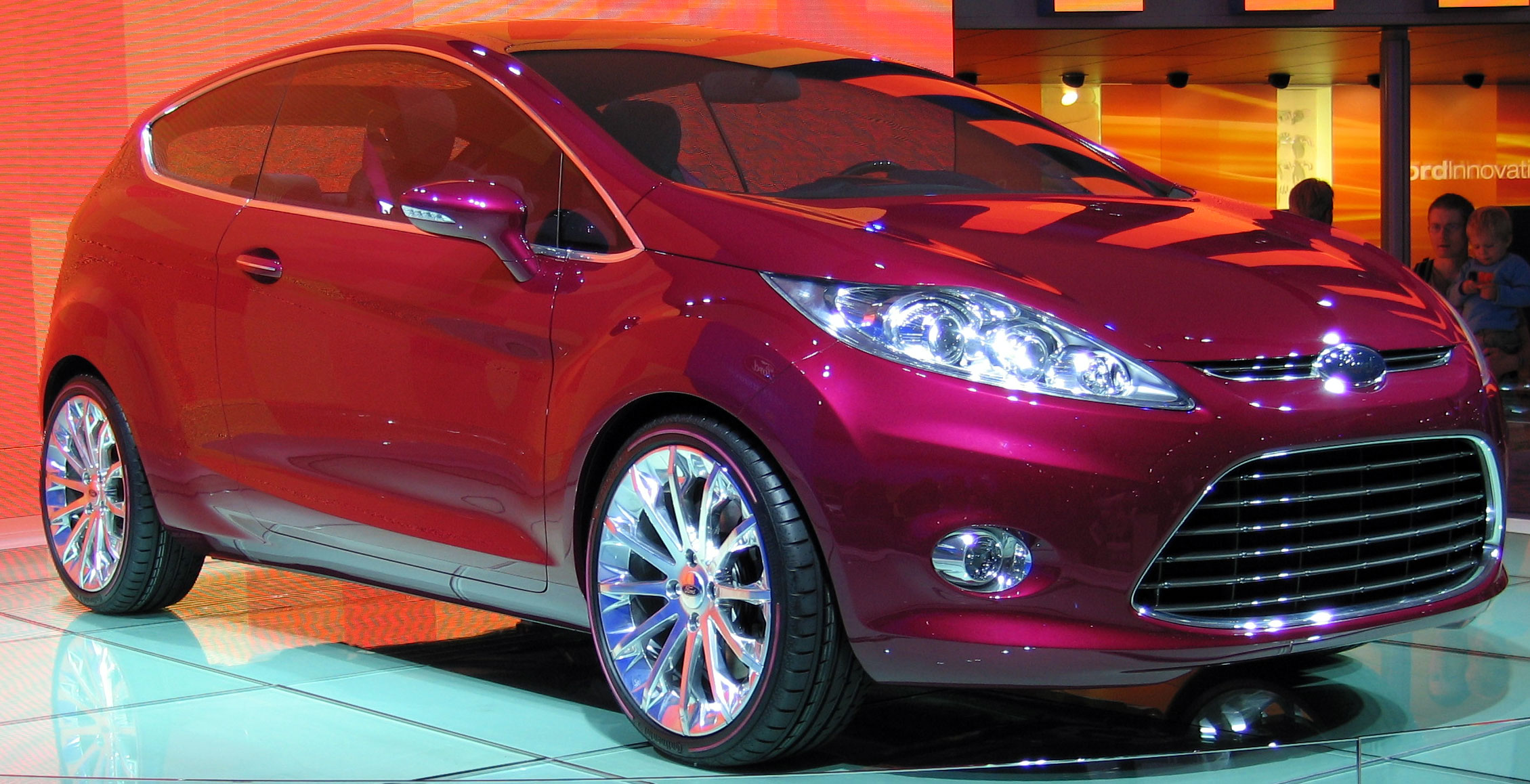
Ford Verve concept

En octobre 2012, la Fiesta est présentée au Mondial de l'Automobile à Paris avec un facelift. Ce changement lui confère une nouvelle personnalité plus agressive. Par ailleurs, cette nouvelle version de la Fiesta s'équipe du moteur essence 1,0 L EcoBoost, déjà présent sur d’autres modèles de la marque. Cependant, la dernière version apparue en 2013 est un modèle sportif dénommé Fiesta ST 2013 qui développe une puissance de 180 ch sur un bloc moteur 1,6 L Ecoboost. Le châssis a été modifié par rapport à la version précédente ainsi que de nombreux autres composants afin de corriger quelques défauts. La carrosserie a aussi été modifiée dans un but esthétique, notamment l'avant ainsi que l'arrière de l'automobile, qui présente maintenant un aspect plus agressif. En 2017, une version restylée avec notamment une face et des ailes avant plus fluides est présentée au Salon de Turin.

### Production et ventes
La sixième génération de Ford Fiesta est produite à Valence (Espagne) et à Cologne (Allemagne).
Le graphique ci-dessous indique le nombre de Fiesta VI vendues en tant que voitures particulières en France durant toutes les années de sa carrière. Cependant, en 2008 et en 2017, ce modèle n'a été vendu que quelques mois, ce qui explique le faible nombre d'exemplaires vendus pour ces 2 années.
Le graphique qui aurait dû être présenté ici ne peut pas être affiché car il utilise l'ancienne extension Graph, désactivée pour des questions de sécurité. Des indications pour créer un nouveau graphique avec la nouvelle extension Chart sont disponibles ici.

### Fiesta ST200
Au salon international de l'automobile de Genève 2016, Ford dévoile la Fiesta ST200 qui affiche 200 chevaux avec 290 N m de couple.

### Finitions
- ST-Line

#### Séries spéciales
- 50th Anniversary

### Modèles de compétition

#### Fiesta RS WRC

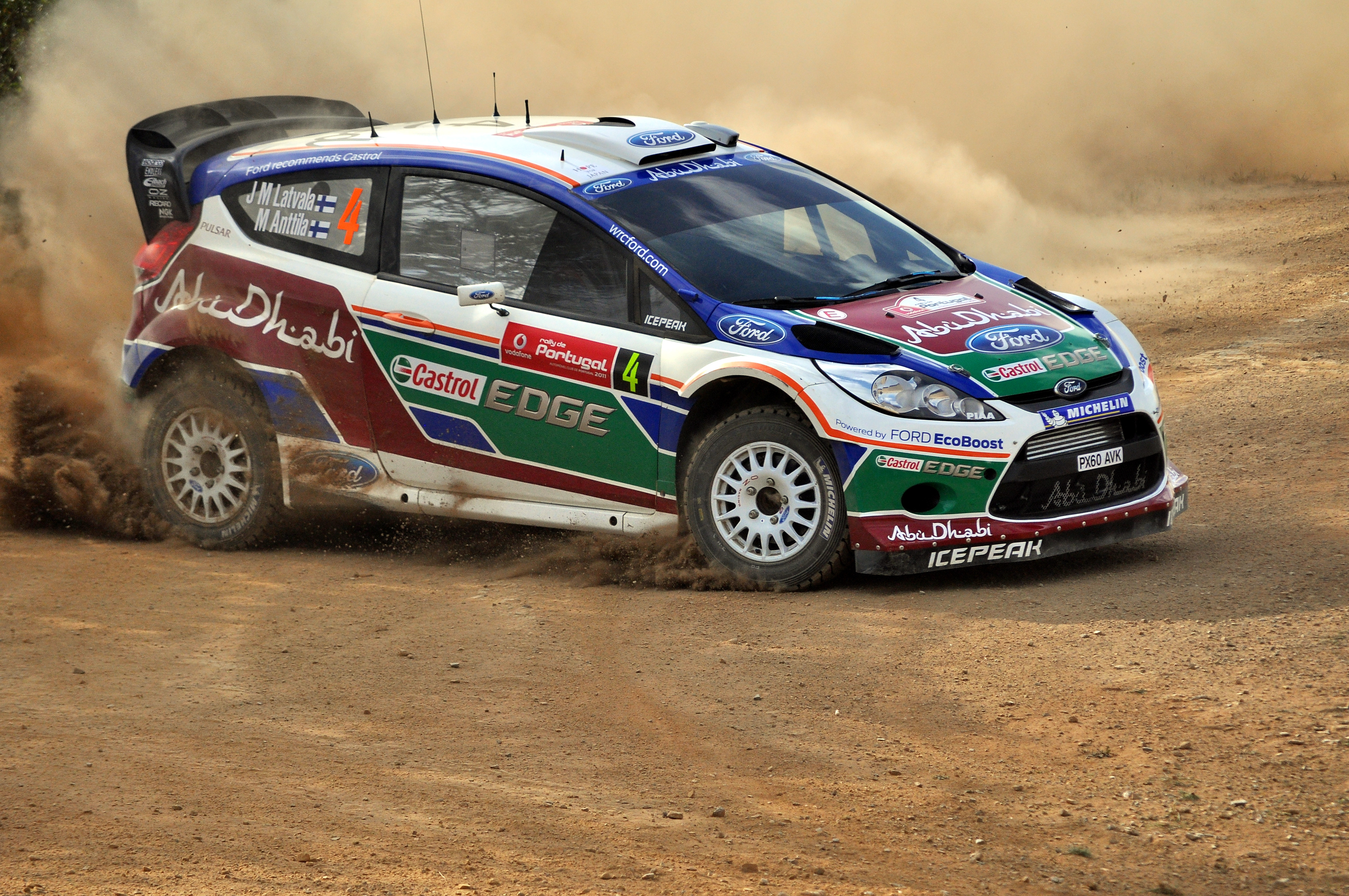
Jari-Matti Latvala aux commandes de sa Ford Fiesta RS WRC lors du rallye de Portugal en 2011.

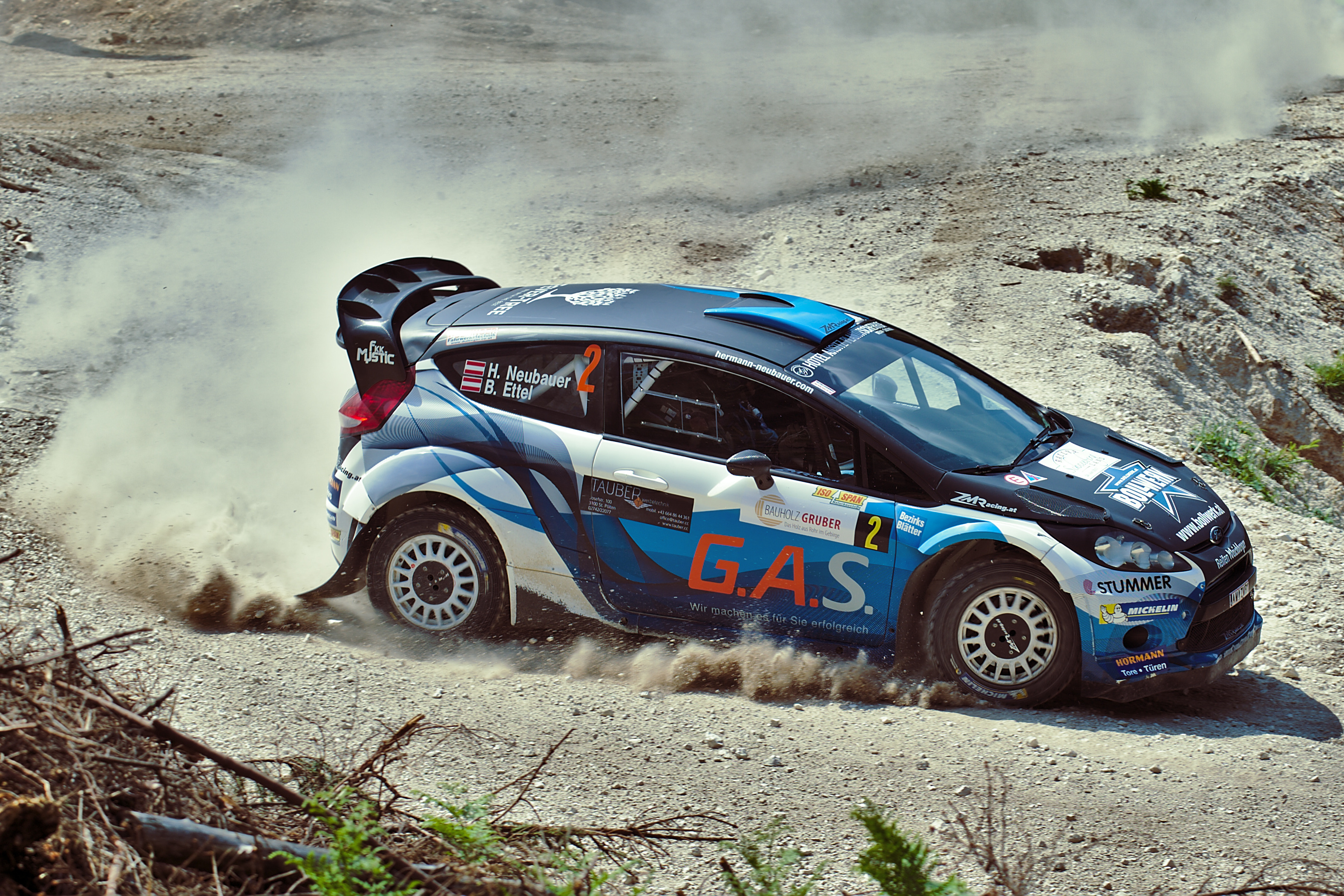
Au Schneeberglandrallye 2017. La Ford Fiesta RS WRC de Hermann Neubauer et Bernhard Ettel.

En 2011 pour le championnat du monde des rallyes WRC, Ford Remplacera la Ford Focus RS WRC par son nouveau modèle, la Fiesta RS WRC dérivée de la Fiesta MkVI. Ce véhicule, doté d'un moteur Turbo à injection directe EcoBoost de 1 600 cm3 (conformément à l'évolution 2011 du règlement WRC imposant des moteurs 1 600 cm3 turbocompressés au lieu de 2 000 cm3 turbocompressés), d'une boîte de vitesses séquentielle six vitesses et d'une transmission intégrale. La Fiesta RS WRC connue des débuts en compétition prometteurs, remportant un triplé au rallye de Suède, la première manche du championnat 2011, avec les pilotes nordiques Mikko Hirvonen, Mads Østberg et Jari-Matti Latvala. Cette même année, l'écurie officielle Ford World Rally Team et l'écurie privée M-Sport ont décroché respectivement la deuxième et troisième place du championnat du monde des constructeurs.
À l'issue de la saison 2011, Ford se retira du championnat du monde des rallyes. Cependant la Fiesta RS WRC continuera d'être développée et engagée en championnat du monde des rallyes WRC par le constructeur-préparateur anglais M-Sport, sans soutien financier de la marque FORD.
En 2012, le premier pilote de l'écurie M-Sport, Mikko Hirvonen, s'engage avec la marque Citroën Racing. M-Sport fait alors appel au Champion du Monde 2003, Petter Solberg qui ne fera pas sa meilleure saison, connaissant de nombreuses déconvenues comme sa grosse sortie lors du Rallye d'Alsace. La montée en puissance de Jari-Matti Latvala qui terminera troisième du championnat du monde des rallyes permettra à l'équipe M-Sport de remporter deux victoires (Suède et Grande-Bretagne). L'équipe privée 'Adapta World Rally Team' utilisant des Fiesta RS WRC remportera la victoire au rallye du portugal avec le jeune pilote Mads Østberg.
En 2013, nouveau changement des pilotes pour M-Sport à la suite du départ de Jari-Matti Latvala chez Volkswagen Motorsport. Malcolm Wilson (team manager de M-Sport) fait appel aux jeunes pilotes prometteurs Mads Østberg, Evgeny Novikov et Thierry Neuville. Toujours sans soutien officiel de la marque Ford, l'équipe M-Sport évoluera en WRC grâce au soutien Financier du Qatar par Nasser Al-Attiyah. Malgré l'arrivée de la Polo R WRC de Volkswagen Motorsport, La Fiesta RS WRC permettra à son pilote Thierry Neuville de se mettre en valeur et de terminer deuxième du championnat pilote. Terminant 3e du championnat constructeur, M-Sport ne parviendra pas à remporter de victoire.
En 2014, le meilleur performeur 2013 Thierry Neuville s'engage avec la nouvelle équipe Hyundai WRC, Mads Østberg rejoint quant à lui l'équipe Citroën Racing, Evgeny Novikov n’étant pas conservé et le pilote Nasser Al-Attiyah quittant le rallye, M-Sport change à nouveau ses pilotes. Mikko Hirvonen quittera Citroën Racing pour revenir chez M-Sport, Malcolm Wilson confiant envers les jeunes espoirs intégrera le pilote Elfyn Evans, champion Junior-WRC 2012. La grande surprise sera le recrutement, au sein d'un team privé "RK M-Sport WRT", du champion du monde WRC-2 et ancien pilote de Formule 1 Robert Kubica. Le départ du WRC de son pilote-sponsor Nasser Al-Attiyah privera M-Sport du financement qatari. Bien que terminant encore 3e au classement des constructeurs (devant l'équipe Hyundai WRC, mais derrière Volkswagen Motorsport et Citroën Racing), les résultats 2014 seront toutefois moins bons qu'en 2013. Mikko Hirvonen parvenant à terminer deux fois deuxième et une fois troisième, Robert Kubica réalisera de belles performances pures sur asphalte mais sortira trop souvent de la route et Elfyn Evans terminant sa saison d'apprentissage du WRC à la 8e place.
Il est à noter qu'à partir du rallye de Finlande, la Fiesta RS WRC se voit pourvu d'un nouveau visuel de sa face avant, correspondant au lifting des modèles Fiesta de série.
Pour 2015 à la suite du départ à la retraite de Mikko Hirvonen, M-Sport reconduit son pilote Elfyn Evans comme deuxième pilote et fera confiance à Ott Tänak, déjà pilote pour M-Sport en 2012.
Peu avant le Rally du Portugal 2015, M-Sport a lance la version 'Evolution' de la Fiesta RS WRC. Contrairement à la première version dont le moteur a été construit par Pipo Motors, le moteur de la nouvelle Fiesta RS WRC est entièrement construit par M-Sport, avec le soutien technique de Ford. La voiture a également subi une refonte complète sous le capot avec d'autres développements concernant le refroidissement, la transmission, l'électronique, le cablâge électrique et les différentiels.
Elle est remplacée pour la saison 2017 par la Ford Fiesta WRC (en) également construite chez M-Sport.

#### Fiesta RS S2000

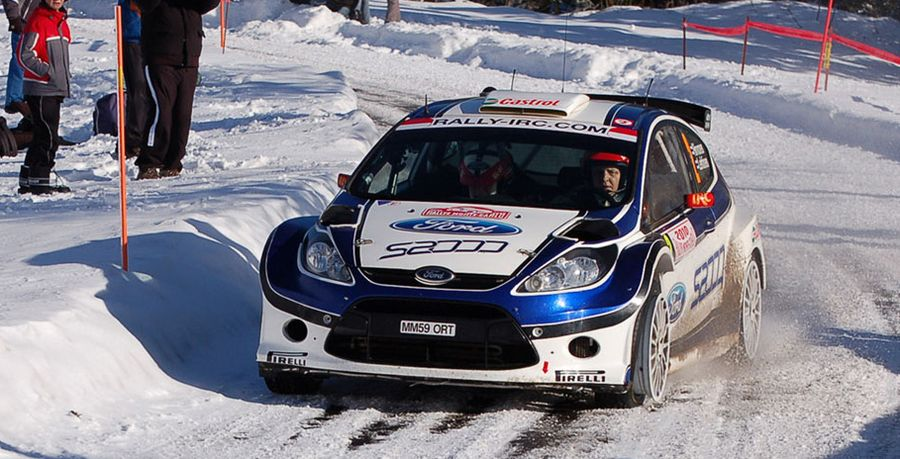
Ford Fiesta RS S2000

Cette version S2000 a été créée afin de contrer les constructeurs engagés en IRC et S-WRC (Fiat Grande Punto S2000, Skoda Fabia S2000, Peugeot 207 S2000…).
Ford M-Sport a présenté victorieusement une version S2000 de sa Fiesta RS, lors du rallye de Monte-Carlo 2010.
Équipée d'un moteur 2L atmosphérique et répondant à la réglementation "Super 2000" (4WD, kit aérodynamique « léger »), cette voiture client participera aux championnats IRC, ERC, S-WRC puis WRC2.
Cette voiture a été construite à 40 exemplaires.
Xavi Pons copiloté par Alex Caro sera champion S-WRC en 2010 au volant de cette voiture, ils remportent la catégorie S-WRC en Jordanie et au Mexique.
Elle remportera 3 victoires en IRC.

#### Fiesta RS RRC

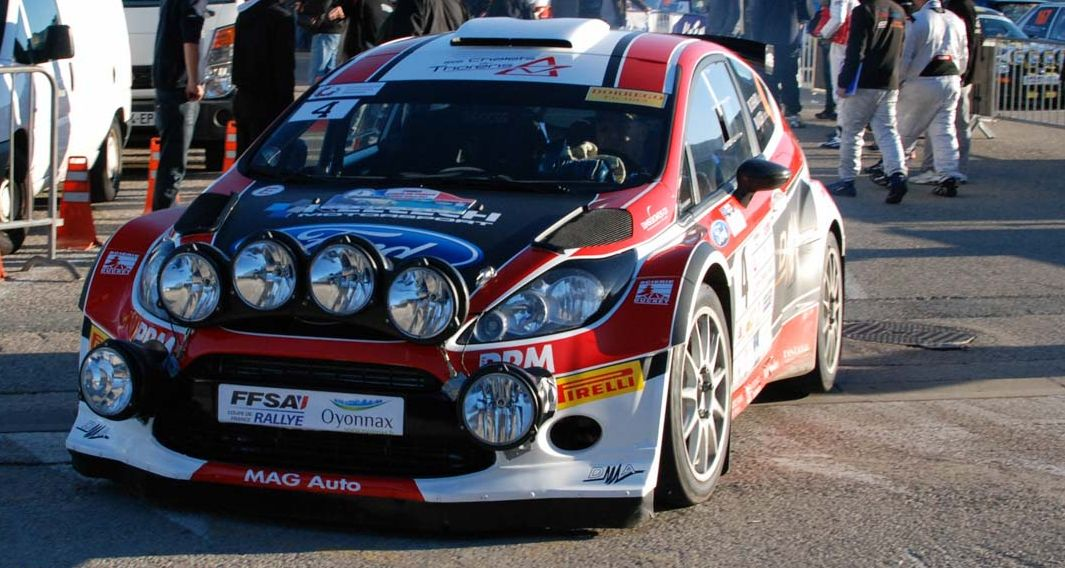
Ford Fiesta RS RRC

La FIA permet aux constructeurs disposant d'un modèle WRC, de développer une version moins performante (bride turbo plus grosse, kit aérodynamique identique aux S2000), ceci afin de permettre à ces constructeurs de concurrencer les véhicules S2000.
La Fiesta RS WRC servira de base pour la version RRC.
Le team "Seashore Qatar Rally Team" sera champion du monde WRC-2 en 2013.
Elle remportera 3 victoires en IRC.
Elle remportera, grâce à Ludovic Gherardi la finale de la coupe de France des rallyes 2013 à Oyonnax.

#### Fiesta RS R5
À la suite de la création du nouveau groupe R5, M-Sport développe une version de sa Ford RS.
Basée sur la version redessinée du modèle Mk VI de la Fiesta RS, elle est équipée d'un moteur 1,6 Turbo.

#### Fiesta RS R2

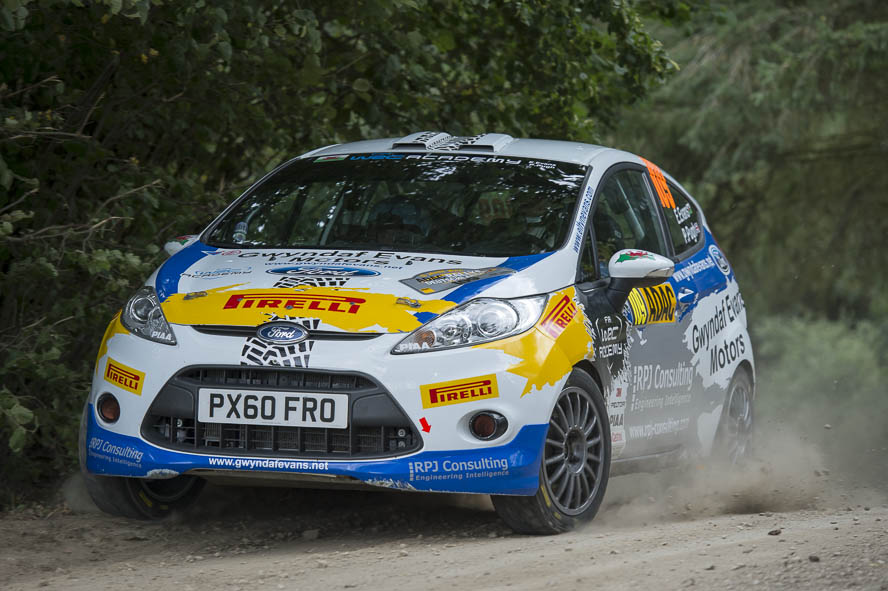
Ford Fiesta R2 lors du rallye d'Allemagne 2012.

Version développée pour le J-WRC par M-Sport, basée sur la Ford Fiesta RS et conforme à la réglementation R2.

## Fiesta MkVII (2017-2023)
La septième génération de la Ford Fiesta est officiellement dévoilée le 29 novembre 2016 dans toutes ses versions. Elle évolue par rapport à la précédente génération, plutôt que de révolutionner son design. Outre un équipement très complet dès le premier niveau de finition, comme l'aide au maintien dans la voie ou l'alerte de franchissement de ligne, cette nouvelle génération propose aussi des équipements inédits dans cette catégorie de véhicules.

### Phase 2

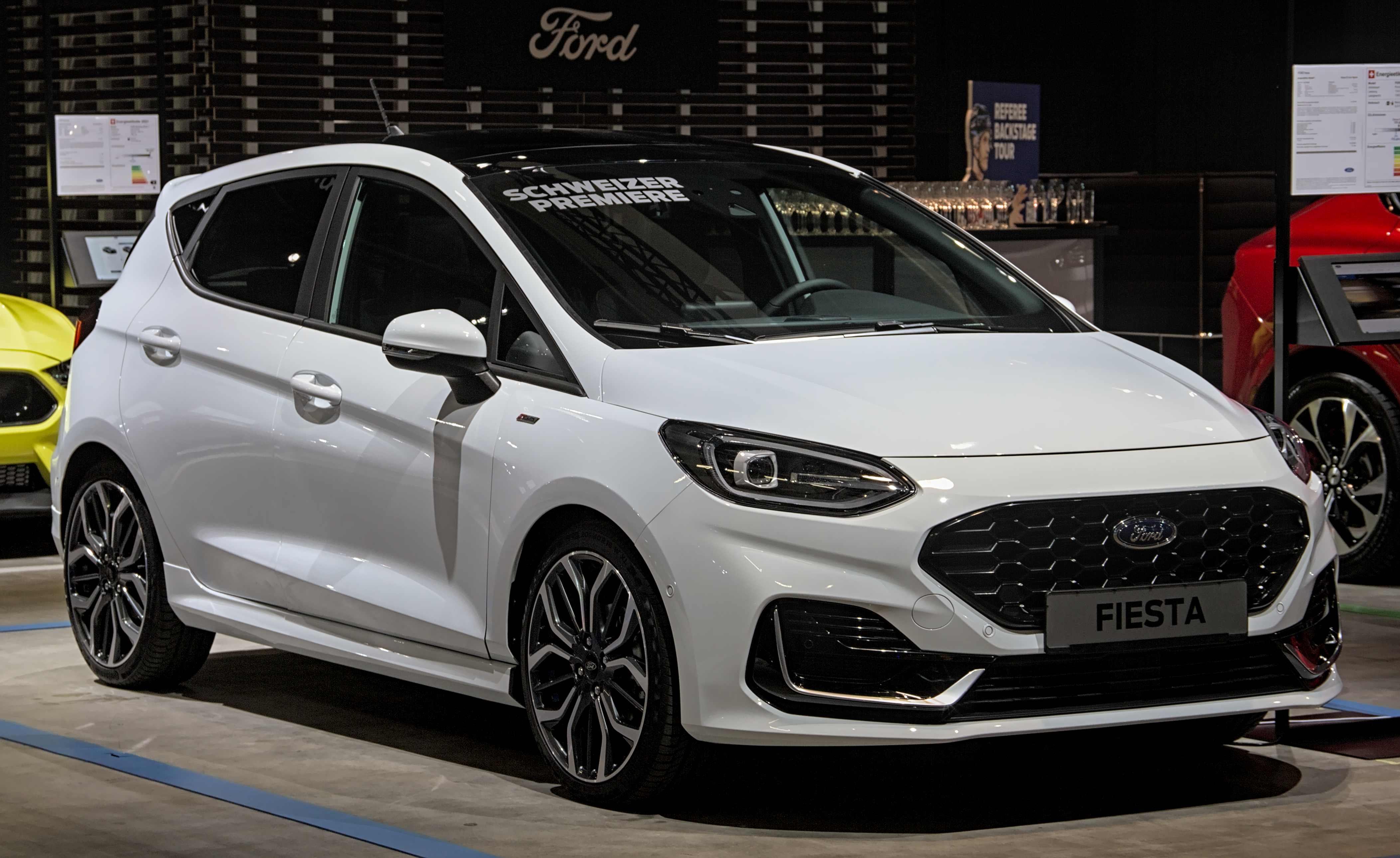
Ford Fiesta VII phase 2 5 portes

La version restylée de la Fiesta VII est dévoilée le 16 septembre 2021 pour une commercialisation début 2022.
Elle modernise son style et modifie sa gamme, tant au niveau des motorisations que des finitions.
La production du modèle 3 portes prend fin au printemps 2022.
Fin octobre 2022, Ford révèle que la production de la Fiesta s'arrêtera prématurément, avant l'été 2023. La fabrication prend fin le 7 juillet 2023,.

### Motorisations
Les moteurs 1,0 L Ecoboost de 100, 125 et 155 ch sont déjà connus, ils sont désormais accouplés à une boite 6 vitesses. D'autre part en entrée de gamme la Fiesta Mk VII inaugure un nouveau 3-cylindres atmosphérique de 1,1 litre proposé en 75 ch .
|                                                      | 1,1 L               | 1,1 L               | 1,0 L Ecoboost      | 1,0 L Ecoboost      | 1,0 L Ecoboost         | 1,0 L Ecoboost      | 1,0 L Ecoboost      | 1,5 L Ecoboost      | 1,5 L TDCi          | 1,5 L TDCi          |
| ---------------------------------------------------- | ------------------- | ------------------- | ------------------- | ------------------- | ---------------------- | ------------------- | ------------------- | ------------------- | ------------------- | ------------------- |
| Moteur                                               | 3-cylindres essence | 3-cylindres essence | 3-cylindres essence | 3-cylindres essence | 3-cylindres essence    | 3-cylindres essence | 3-cylindres essence | 3-cylindres essence | 4-cylindres diesel  | 4-cylindres diesel  |
| Alimentation                                         | Atmosphérique       | Atmosphérique       | Turbocompressé      | Turbocompressé      | Turbocompressé         | Turbocompressé      | Turbocompressé      | Turbocompressé      | Turbocompressé      | Turbocompressé      |
| Cylindrée (cm3)                                      | 1 084               | 1 084               | 998                 | 998                 | 998                    | 998                 | 998                 | 1 497               | 1 499               | 1 499               |
| Puissance maximale ch (kW)                           | 70 (51)             | 85 (63)             | 85 (63)             | 100 (74)            | 100 (74)               | 125 (92)            | 140 (104)           | 200 (149)           | 85 (63)             | 120 (88)            |
| au régime de (tr/min)                                |                     |                     |                     | 6 000               | 6 000                  | 6 000               |                     |                     |                     |                     |
| Couple maximal (N m)                                 | 110                 | 110                 | 108                 | 170                 | 170                    | 170                 | 180 (210 overboost) | 290                 | 215                 | 270                 |
| au régime de (tr/min)                                | 3 500               | 3 500               |                     |                     |                        |                     |                     |                     | 1 750               | 1 750               |
| Boîte de vitesses                                    | Manuelle 5 rapports | Manuelle 5 rapports | Manuelle 6 rapports | Manuelle 6 rapports | Automatique 6 rapports | Manuelle 6 rapports | Manuelle 6 rapports | Manuelle 6 rapports | Manuelle 6 rapports | Manuelle 6 rapports |
| Transmission                                         | Traction            | Traction            | Traction            | Traction            | Traction               | Traction            | Traction            | Traction            | Traction            | Traction            |
| Vitesse maxi (en km/h)                               | 160                 | 170                 | 170                 | 183                 | 180                    | 195                 | 202                 | 232                 | 175                 | 195                 |
| 0-100 km/h (en s)                                    | 14,9                | 14,0                | 12,7                | 10,5                | 12,2                   | 9,9                 | 9,0                 | 6,5                 | 12,5                | 9,0                 |
| Consommation (en L/100 km) urbain/extra-urbain/mixte | 6,5/4,3/5,1         | 6,5/4,3/5,1         | 5,8/4,1/4,8         | 5,9/4,4/5,0         | 7,1/4,5/5,5            | 5,8/4,1/4,8         | 6,3/4,5/5,1         | 7,6/5,1/6,0         | 4,1/3,4/3,7         | 4,6/3,7/4,1         |
| Émissions de CO2 (en g/km)                           | 112/120             | 110/127             | 113                 | 105/117             | 123/139                | 105/117             | 109/119             | 136                 | 95/105              | 104/118             |
| Capacité du réservoir (en L)                         |                     |                     |                     |                     |                        |                     |                     |                     |                     |                     |
| Masse à vide (kg)                                    | 1 130               | 1 130               | 1 159               | 1 163               | 1 206                  | 1 164               | 1 164               | 1 283               | 1 191               | 1 207               |
| Norme environnementale                               | Euro 6d Temp        | Euro 6d Temp        | Euro 6d Temp        | Euro 6d Temp        | Euro 6d Temp           | Euro 6d Temp        | Euro 6d Temp        | Euro 6d Temp        | Euro 6d Temp        | Euro 6d Temp        |

### Finitions
Phase 1
- Essential
- Trend
- Cool & Connect
- Titanium
- ST-Line
- ST-Pack
- ST-Plus
- Vignale
- Active Pack et Active Plus

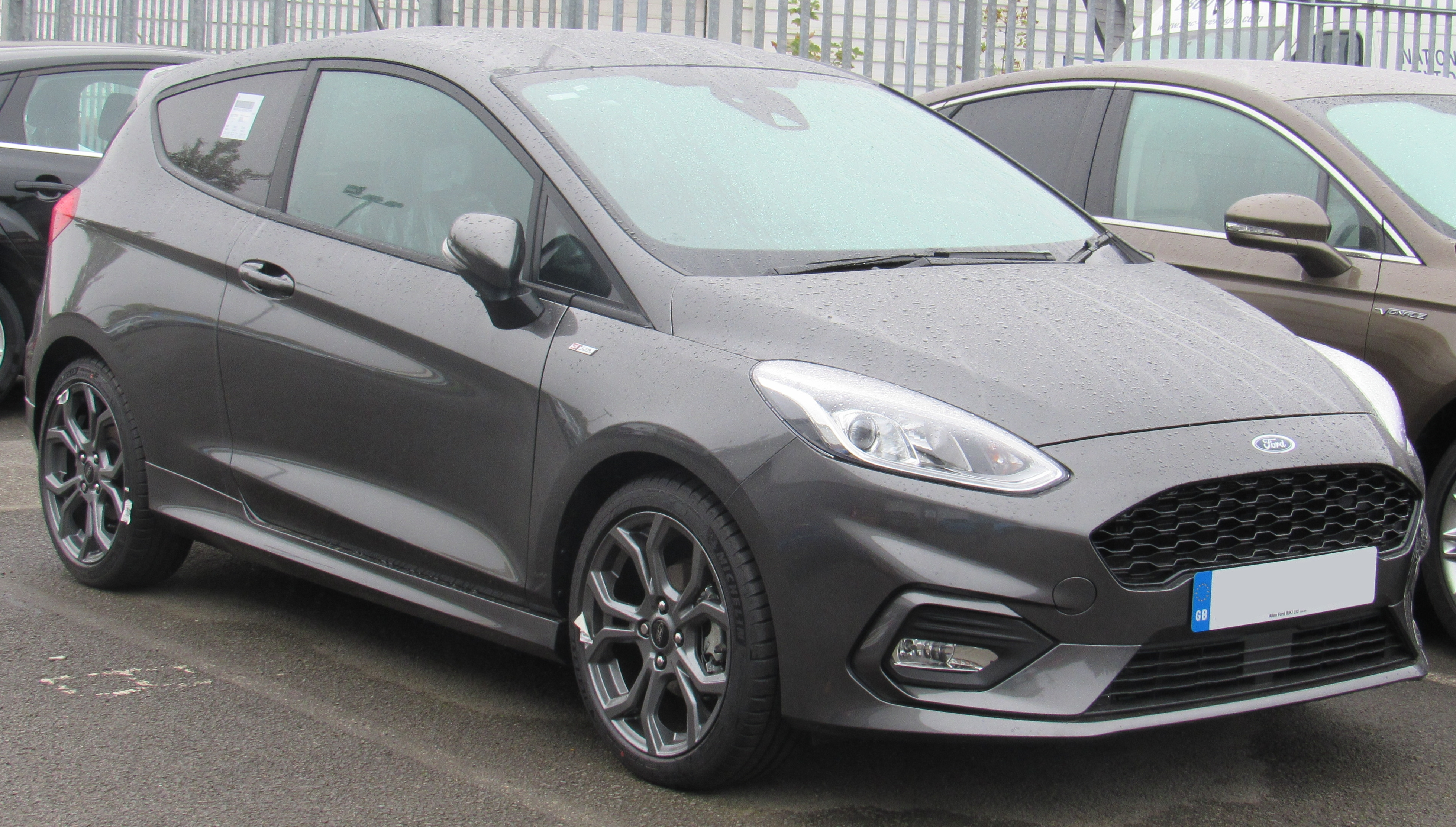
Ford Fiesta VII phase 1 3 portes ST-Line

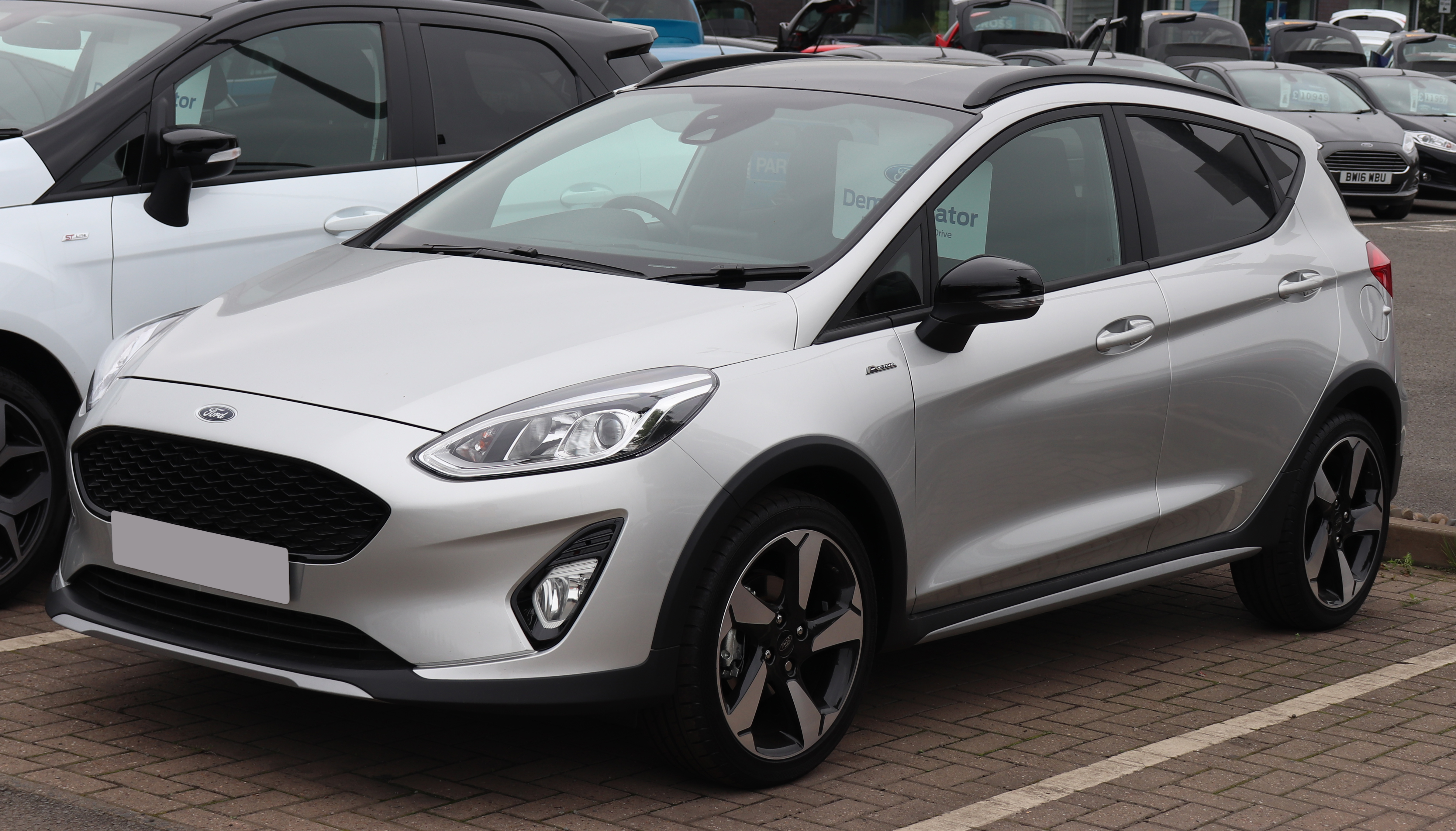
Ford Fiesta VII phase 1 Active

  - Les diverses finitions "Active" correspondent aux versions crossover de la Fiesta.

Phase 2
- Cool & Connect
- Titanium
- ST-Line
- Active

Deux packs d'option sont disponibles :
- pack X pour ST-Line et Active;
- pack Vignale pour Titanium, ST-Line et Active.

#### Fiesta R5

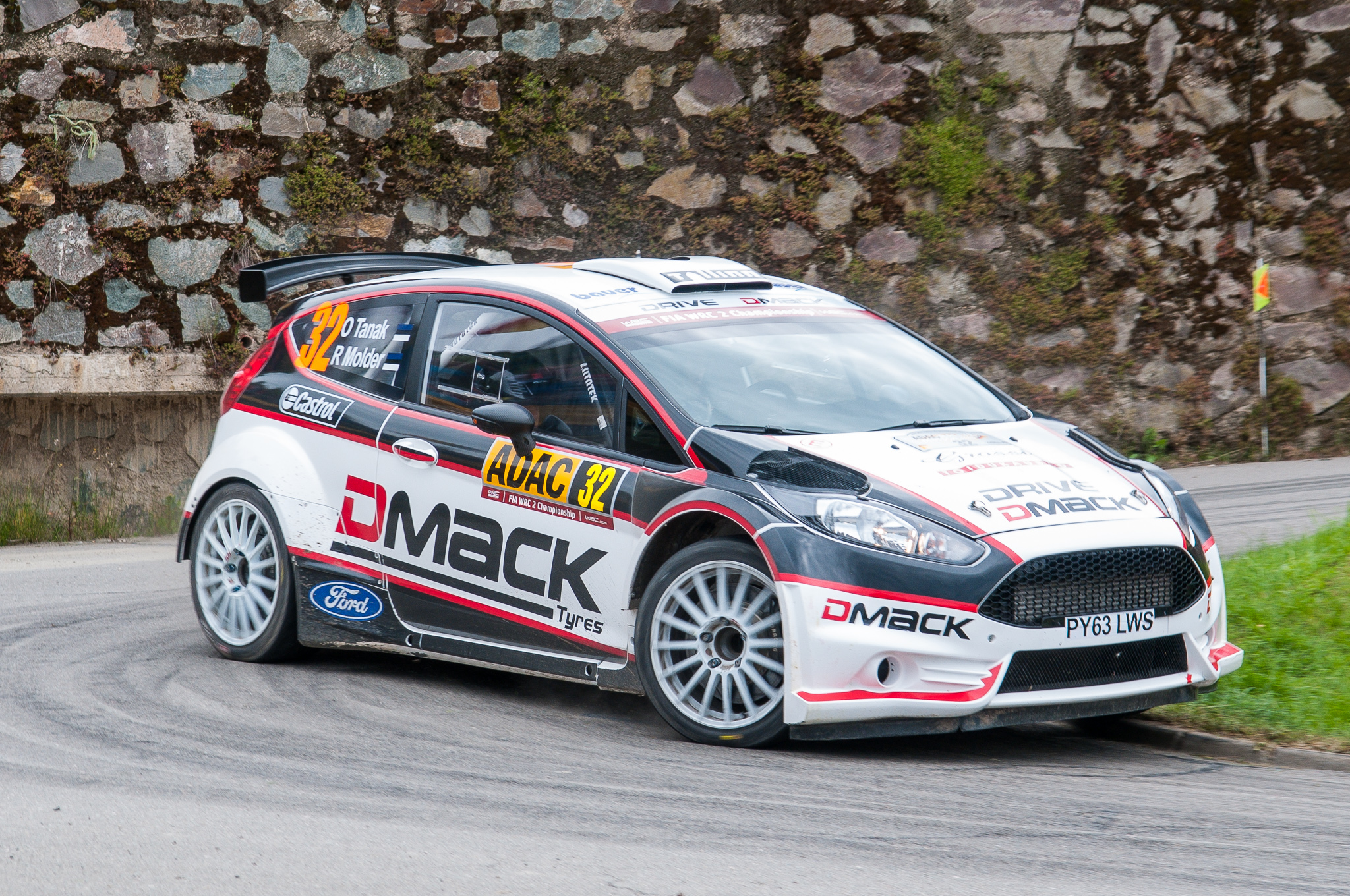
Fiesta R5 pilotée par Ott Tänak lors du Rallye d'Allemagne 2014.

### Modèles de compétition

#### Fiesta WRC
La fiesta WRC nouvelle génération est développée en 2016 pour un engagement complet en 2017. Le moteur est toujours le 1.6 Ecoboost poussé à 380 ch et 450 N.m de couple. La réglementation FIA ayant autorisée plus d'appui aérodynamique pour donner aux WRC un aspects plus imposant rappelant l'époque du Groupe B, la Fiesta WRC reçoit un kit carrosserie imposant, notamment à l'arrière avec un aileron et un diffuseur de très grande taille. En 2017 Sébastien OGIER est recruté par M-Sport et remporte le championnat du monde, il restera chez M-sport en 2018 et remportera à nouveau le titre toujours avec la fiesta.La fiesta WRC poursuit sa carrière jusque fin 2021 ou elle sera remplacée par la Puma en 2022.

### Autres variantes

#### Fiesta ST
Ford dévoile la variante sportive ST de sa Fiesta au salon de Genève 2017, qui cache sous son capot un inédit bloc 3 cylindres 1,5 litre turbo de 200 ch et reçoit un sélecteur de modes de conduite. Elle est considérée par la presse automobile comme l'une des vraies dernières GTI (magazine Echappement Juin 2021).

#### Fiesta ST Edition
La Ford Fiesta ST Edition est une série limitée à 500 exemplaires, basée sur la ST, qui se différencie entre autres par un spoiler avant, un nouveau diffuseur noir brillant à l'arrière ou encore une teinte « bleu azur ».

## Production
En octobre 2022, la direction générale de Ford annonce que la production de la Fiesta sera arrêtée en juin 2023 au plus tard. Les chiffres de vente du modèle étant tombés au dessous du seuil de rentabilité pour le constructeur, en baisse de 45% sur 2021, largement dépassée (3 fois) par la Ford Puma.
À l'occasion du trentième anniversaire de la Fiesta, Ford a déclaré avoir atteint les 12 millions d'exemplaires vendus, et a publié les chiffres de production en Europe.
| Année | Production | Année | Production | Année | Production |
| ----- | ---------- | ----- | ---------- | ----- | ---------- |
| 1976  | 67.172     | 1986  | 366.343    | 1996  | 602.964    |
| 1977  | 312.839    | 1987  | 393.861    | 1997  | 484.943    |
| 1978  | 349.104    | 1988  | 388.703    | 1998  | 441.677    |
| 1979  | 355.744    | 1989  | 482.841    | 1999  | 346.739    |
| 1980  | 366.560    | 1990  | 618.361    | 2000  | 311.118    |
| 1981  | 353.177    | 1991  | 624.186    | 2001  | 275.989    |
| 1982  | 345.755    | 1992  | 648.781    | 2002  | 306.244    |
| 1983  | 341.639    | 1993  | 502.048    | 2003  | 324.978    |
| 1984  | 367.151    | 1994  | 548.046    | 2004  | 345.213    |
| 1985  | 346.978    | 1995  | 540.052    | 2005  | 358.931    |

| Pays (10 premiers)    | Exemplaires vendus |
| --------------------- | ------------------ |
| Royaume-Uni           | 3.295.379          |
| Allemagne             | 2.323.594          |
| Italie                | 1.947.220          |
| France                | 1.475.172          |
| Espagne               | 1.162.091          |
| Belgique & Luxembourg | 318.809            |
| Pays-Bas              | 233.621            |
| Portugal              | 216.514            |
| Irlande               | 166.741            |
| Autriche              | 117.816            |

## Les Fiesta étrangères
La Ford Fiesta a été produite dans plusieurs autres pays, en dehors de l'Europe.

### Brésil
Au Brésil, la Ford Fiesta a été commercialisée à partir de 1995, cinq ans après son lancement en Europe. Le modèle était importé d'Espagne, en version 3 et 5 portes, avec un moteur Endura-E 1,3 L, avec injection électronique monopoint avec un niveau de finition plus luxueux que celui communément pratiqué sur le marché brésilien. Ses principales concurrentes étaient la Chevrolet Corsa GL 1.4 EF I équivalent de l'Opel Corsa B européenne, mais surtout les Fiat Uno CS 1.5ie et VW Gol CLi 1.6.
En 1996, Ford lance, sur le marché brésilien, la Fiesta Mk4 (4e génération) pour remplacer l'Escort Hobby, équipée en option des moteurs Endura 1.3L EFI et Zetec -SE 1.4 16V EFI, à injection multipoint. Elle était commercialisée avec une finition intérieure et des matériaux de qualité supérieure par rapport à la concurrence.
En fin d'année 1999 (MY 2000), la Fiesta subit un léger restylage et remplace les anciens moteurs Endura-E et Zetec-SE par les nouveaux Zetec RoCam 1.0L et 1.6L plus puissants.
En 2003, La Fiesta Mk5 (5e génération) arrive au Brésil, suivant le concept Ford new-edge avec le nom de code BV256 ("V" pour Value la différenciant de la version européenne).
En 2007, la Fiesta Mk5 subi un restylage réservé aux marchés sud-américains. En 2010, Ford procède à un nouveau lifting, rendant le modèle esthétiquement similaire à la Fiesta VI commercialisée en Europe. Le nom de la Fiesta V où elle est encore commercialisée varie d'un pays à l'autre, "Fiesta One" en Argentine, "Fiesta Move" au Venezuela et "Fiesta Rocam" au Brésil. La production de cette série a été arrêtée en fin d'année 2014.
En mars 2010, la Ford New Fiesta Sedan importée du Mexique, a été commercialisée au Brésil comme Fiesta My 2011. La voiture répondait aux normes américaines, avec des indicateurs de direction latéraux (ambre à l'avant et rouge à l'arrière).
En 2013, Ford procède à un restylage de la Fiesta et commence la production de la version à hayon dans l'usine de São Bernardo. La version berline est toujours importée du Mexique. Elle doit faire face à la concurrence des Fiat Punto, Peugeot 208, Chevrolet Sonic et Citroën C3.
La production de la Ford Fiesta a été arrêtée au Brésil en juin 2019, après une présence de 24 ans sur le marché.

## Prix et reconnaissances
- La Fiesta 2011 était l'une des cinq finalistes pour le prix de la voiture verte de l'année 2011 décerné par le Green Car Journal en novembre 2010, en compétition avec deux véhicules électriques rechargeables , la Nissan Leaf et la Chevrolet Volt (la gagnante), et deux véhicules électriques hybrides[22].
- Nommée « Voiture de l'année 2009 » par le magazine britannique What Car?[23].